# 中村桜
中村 桜（なかむら さくら、11月25日 - ）は、日本の女性声優。東京都出身。マウスプロモーション所属。

## 経歴
声優を目指したきっかけは子供の頃からアニメが好きで、成長していく中で、職業としての声優があると知り、その後は憧れているからである。
2005年にアトミックモンキー声優演技研究所に入所し、2007年よりアトミックモンキーに所属。2011年よりマウスプロモーションに移籍。
2011年、TVアニメ『まよチキ!』で声優デビューした。プラモデルやミリタリーなどの趣味が高じて、関連イベント出演や雑誌記事執筆などにつながっている。2013年7月には海上自衛隊訓練支援艦「てんりゅう」の、2015年7月には海上自衛隊護衛艦「ちくま」の一日艦長をつとめた。
2014年、声優として初めて市販1/35スケールフィギュア化（モデルカステン「1/35陸上自衛隊戦車乗員 feat. 中村桜」）された（原型制作は辻村聡志が担当）。同年9月、同じく辻村聡志の手により第二弾（モデルカステン「1/35 帝国陸軍戦車長 feat.中村 桜」）も発売。

## 人物
- 自称「アクティブなインドア派」。
- 趣味はプラモデル・アニソン・ラノベ・漫画・イベント・トイガン・サバイバルゲーム・映画・フィギュア・秋葉原・特撮・花など。
- 好きな戦車はチハ。
- プライベートでAFVのプラモデルを作成しており、モデルグラフィックス2013年1月号における『ガールズ&パンツァー』特集記事で、自身が演じたキャラの搭乗する八九式中戦車のプラモデルを2日で完成させるほどの腕前を誇っている。
- 憧れの人物として、夏木マリをあげている[3]。

## 出演
太字はメインキャラクター。

### テレビアニメ
2011年
- まよチキ!（女の子、女子生徒）
- C3 -シーキューブ-（天気予報士、子供、女子生徒）

2012年
- パパのいうことを聞きなさい!（新子胡桃）
- 這いよれ! ニャル子さん（女子生徒、子供）
- ココロコネクト（女子生徒、女子部員）
- ガールズ&パンツァー（佐々木あけび）
- BTOOOM!（女）

2013年
- ビビッドレッド・オペレーション（一色ましろ、島崎かおる、生徒A）
- はいたい七葉（メフィラス星人）
- アイカツ!（男の子、土星AD）

2014年
- シドニアの騎士（管制官）
- ソードアート・オンラインII（女の子）
- 甘城ブリリアントパーク（タカミ）
- 失われた未来を求めて（サバイバル部部長）

2015年
- 少年ハリウッド -HOLLY STAGE FOR 50-（女子）
- Fate/stay night [Unlimited Blade Works] 2ndシーズン（ホムンクルス）
- モンスター娘のいる日常（ラクネラ）
- ゴッドイーター （オペレーター、オセアニア支部長）
- GATE 自衛隊 彼の地にて、斯く戦えり（女性隊員）
- 不思議なソメラちゃん（フニャンコ星の姫、メヌースー）

2016年
- ハイスクール・フリート（万里小路楓）
- ブレイブウィッチーズ（教師）
- 迷家-マヨイガ-（熱帯夜、女）

2017年
- ガヴリールドロップアウト（女性教師）
- TRICKSTER -江戸川乱歩「少年探偵団」より-（国保藤子）
- AKIBA'S TRIP -THE ANIMATION-（美女）
- ひなこのーと（女の子の母親）
- 天使の3P!（女A）
- 十二大戦（女友達A、アバター赤）
- つうかあ（高田ひばり、ティナ・バーチャル）
- キラキラ☆プリキュアアラモード（母親）
- このはな綺譚（梢）

2018年
- 七つの美徳（サリエル）
- 名探偵コナン（女子大生）
- 魔法少女サイト（虹海の母）
- 終電後、カプセルホテルで、上司に微熱伝わる夜。（田崎玲奈、神田涼子）
- ユリシーズ ジャンヌ・ダルクと錬金の騎士（町女C）

2019年
- 同居人はひざ、時々、頭のうえ。（ファン(2)）
- 指先から本気の熱情-幼なじみは消防士-（2019年 - 2021年、女子A、松井茜） - 2シリーズ / オンエア版
- うちの娘の為ならば、俺はもしかしたら魔王も倒せるかもしれない。（マクダ）
- XL上司。（女子店員）

2020年
- 異種族レビュアーズ（トーギュ）
- マギアレコード 魔法少女まどか☆マギカ外伝（箏曲部部員）
- 俺の指で乱れろ。〜閉店後二人きりのサロンで…〜（別の女、女店員）
- ド級編隊エグゼロス（女子アナ）
- 大人にゃ恋の仕方がわからねぇ!（梶キョーコ、上司）
- キングスレイド 意志を継ぐものたち（2020年 - 2021年、マリア）
- まえせつ!（朝生祇なゆた）
- 神達に拾われた男（2020年 - 2023年、カルム） - 2シリーズ
- 池袋ウエストゲートパーク（メイファ）

2021年
- 裏世界ピクニック（子供たち）
- スライム倒して300年、知らないうちにレベルMAXになってました（2021年 - 2025年、魔法使い、エフェクト・ボイス、レイラ、従業員B、村人A 他） - 2シリーズ
- 東京リベンジャーズ（2021年 - 2023年、駅構内アナウンス、女性、主婦B） - 2シリーズ

2022年
- リアデイルの大地にて（マレール）
- 王子の本命は悪役令嬢（取り巻きA）
- フットサルボーイズ!!!!!（一ノ蔵）
- 3秒後、野獣。〜合コンで隅にいた彼は肉食でした（新入生A、サークル女子A）
- 金装のヴェルメイユ〜崖っぷち魔術師は最強の厄災と魔法世界を突き進む〜（フランソワ、老教師）
- 組長娘と世話係
- 咲う アルスノトリア すんっ!（イェツィ・セファー）
- BLEACH 千年血戦篇（砥ノ川時江）

2023年
- 人間不信の冒険者たちが世界を救うようです（冒険者、メリッサ）
- 魔王学院の不適合者 II 〜史上最強の魔王の始祖、転生して子孫たちの学校へ通う〜（ルーシェ）
- スパイ教室  - 2シリーズ
- 転生貴族の異世界冒険録〜自重を知らない神々の使徒〜（ライム、子分A、王妃、女生徒A、街のおばさん① 他）
- くまクマ熊ベアーぱーんち!（キティア）
- アイドルマスター シンデレラガールズ U149（薫の母）

2024年
- 結婚指輪物語（猫人戦士）
- まぁるい彼女と残念な彼氏（進藤萌香）
- VTuberなんだが配信切り忘れたら伝説になってた（鈴木マネージャー）

2025年
- 一瞬で治療していたのに役立たずと追放された天才治癒師、闇ヒーラーとして楽しく生きる（女）
- 完璧すぎて可愛げがないと婚約破棄された聖女は隣国に売られる（八百屋）

### 劇場アニメ
2010年代
- 空の境界 未来福音（2013年）
- 陽なたのアオシグレ（2013年、インコ）
- ガールズ&パンツァー 劇場版（2015年、佐々木あけび）

2020年代
- 劇場版 ハイスクール・フリート（2020年、万里小路楓）
- Tokyo 7th シスターズ -僕らは青空になる-（2021年、晴海サワラ）

### OVA
2014年
- ガールズ&パンツァー OVA「これが本当のアンツィオ戦です!」（佐々木あけび）
- 恋騎士 Purely☆Kiss The Animation（母）

2016年
- モンスター娘のいる日常（2016年 - 2017年、ラクネラ） - コミックス第11・12巻OAD付き特装版

2017年
- OVA ハイスクール・フリート（万里小路楓）
- ガールズ&パンツァー 最終章（2017年 - 2023年、佐々木あけび、エル）

### Webアニメ
2016年
- マウスどうぶつえん（2016年 - 、シャチのさくら）

2017年
- 清桜アニメ（中村桜）

2018年
- キスまで、あと1秒。（仁木雫ほか）

2020年
- マウスどうぶつえん名作劇場（シャチのさくら）

### ゲーム
2012年
- わんニャンどうぶつ病院2（ミズノハルナ）
- ピカピカナース物語2
- 嫁コレ（2012年 - 2013年、一花麗流）

2013年
- カオス ヒーローズオンライン（シャアラ）
- 這いよれ! ニャル子さん 名状しがたいゲームのようなもの

2014年
- アルノサージュ〜生まれいずる星へ祈る詩〜
- ガールズ&パンツァー 戦車道、極めます!（佐々木あけび）
- Tokyo 7th シスターズ（晴海サワラ）
- Rewrite（元会長）
- 戦場ウェディング（ドロシー、ほか）
- みゃうじー
- 三国志パズル大戦（樊氏）
- ソニプロ（クライアント）
- ウチの姫さまがいちばんカワイイ（イメルダ・ミライ）
- 御城プロジェクト（東黒川館、飯盛山城、勝瑞城、宇土古城、三原城）
- 車なごコレクション（ロードスター〈NC〉、モコ / モコ ドルチェ、ベリーサ、ヒミコ、Jeep® ラングラー / ラングラー アンリミテッド）

2015年
- トイズドライブ（都筑みこと）
- 刻のイシュタリア（金獅子アリエル、公正なるユースティティア、黒焔のオヴィンニク）
- シューティングガール（飯塚フラン）
- クリミナルガールズ2（ユリネ）
- ファイアーエムブレムif（ゾフィー）
- メタルギアソリッドV（Soldiers / Extras）
- モンスター娘のいる日常オンライン（ラクネラ）

2016年
- Diss World（エステル）
- Sid Story（ヨルムンガンド、アリストテレス、フランチェスカ）
- 逆転オセロニア（聖竜姫アーシェラ）
- 幻獣姫（アクエリアス）
- 御城プロジェクト:RE（勝瑞城、東黒川館、黒川城、会津若松城、飯盛山、宇土古城、宇土城、三原城、鶴ヶ城）
- ストリートファイターV（メルツ）
- ひめがみ絵巻（アプサラス）
- ペルソナ5
- 世界樹の迷宮V 長き神話の果て（ジェネッタ）
- りっく☆じあ〜す（AH-1Z ヴァイパー、87式偵察警戒車(第6偵察隊ver)、仙台智香、反町蘭）
- ユバの徽（アオカ、マイヤ、フシコ、シャウキ）

2017年
- 天華百剣 -斬-（日光助真）
- 真・女神転生 DEEP STRANGE JOURNEY（ウロボロス）
- 天空のクラフトフリート（レイナ、ランツ）
- 闘牌コロシアム（カーニィ）

2018年
- 装甲娘（イワモト スズリ、アイカワ レミ）
- ガールズ&パンツァー ドリームタンクマッチ（佐々木あけび）
- ボンバーガール（オレン）
- 東京プリズン（天堂環）
- キングスレイド（ベロニカ、マリア）
- ヴァイタルギア（マクリーン、ディオール）
- ファイブキングダム（スピラ、ローズ、キョウ、リヴァ）
- アークザラッドR（スイレン）
- 幻獣契約クリプトラクト（アズラエル、シェパード）
- SPEED WITCH BATTLE 白の魔女と五つの希望（魔女王エイレーネー）
- メリーガーランド（ミュゲ、ルッピ）

2019年
- ハイスクール・フリート 艦隊バトルでピンチ!（万里小路楓）
- モンスターストライク（2019年 - 2025年、伏姫、ベートーヴェンα〈バックコーラス〉、ユノー、ラルガメンテ）
- ペルソナ5 ザ・ロイヤル
- 萌酒ボックス（白狐の鈴蘭）
- オートチェス（光羽のアーチャー）

2020年
- ヒプノシスマイク-Alternative Rap Battle-
- ファイナルファンタジーVII リメイク
- 装甲娘 ミゼレムクライシス（2020年 - 2021年、AX-00、DCオフェンサー）
- ソードマスターストーリー（ダーク）

2021年
- ウマ娘 プリティーダービー（2021年 - 2022年、タレ目のウマ娘）
- 咲うアルスノトリア（イエツィ・セファー）
- sin 七つの大罪 X-TASY（サリエル）
- エクリプスサーガ（ケートゥ）
- 真・女神転生V（ティターニア）

2022年
- ヘブンバーンズレッド（2022年 - 2024年、室伏理沙）
- バトルスピリッツ コネクテッドバトラーズ（暗騎メイ）
- クイズRPG 魔法使いと黒猫のウィズ（レクトラ）
- ジョジョの奇妙な冒険 オールスターバトルR（一般人〈女〉）
- 誓約少女 〜祝砲の元に集いし戦姫たち〜（瑞鶴、ハーミーズ、ベルファスト）
- ドラえもん のび太の牧場物語 大自然の王国とみんなの家（ルル）
- ユアマジェスティ（サティス）

2023年
- Starfield

2024年
- ようこそMeeet株式会社へ ～１本の脅迫電話～（灰原美里、山吹ほのか ）
- 真・女神転生V Vengeance（ティターニア）
- バトルスピリッツ クロスオーバー（暗騎メイ）
- メタファー：リファンタジオ
- 原神（チョウエン）

2025年
- 異世界のんびりライフ（ラクネラ）
- ユミアのアトリエ ～追憶の錬金術士と幻創の地～（クレイジャ）
- 新月同行（弥砂）

### ドラマCD・ボイスドラマ
2013年
- 断裁分離のクライムエッジ ドラマCDアルバム 二人のその前（書記）
- VOMIC 「白雪姫と7人の囚人」
- ドラマCD 文豪シリーズ 「文豪の神様」（料亭の女将）
- ドラマCD 「宇田川町で待っててよ。」（彼女）

2014年
- VOMIC 「イノサン」
- ドラマCD 「花とうさぎ」
- スーパーダッシュ文庫「パパのいうことを聞きなさい！」第16巻ドラマCD付予約限定版（新子胡桃）

2015年
- ドラマCD「紫電改のマキ」（イサミ）※『チャンピオンRED』6月号特別付録
- ドラマCD「はぴなな」（天ヶ瀬ハルノ）

2016年
- MAUSU THEATER Vol.005

2017年
- MAUSU THEATER Vol.007

2018年
- MAUSU THEATER Vol.019
- 恋愛不行き届き
- カーリング部、（浦碓千歳）

2019年
- 君と僕と世界のほとり Phrase1.ふたりぼっちのクリスマス
- 狂い鳴くのは僕の番；β2（女性社員１）
- 男子高校生、はじめての」3rd after Disc 〜Dear〜
- アストメモリア-Re:Act Voice-（アンダインの英雄）

2021年
- バーチャルオカルトアイドル ∴ [yueni]（ネネ）

2022年
- 白間美瑠のサクラバシ919「ユアマジェスティ ボイスドラマ」（サティス、ラジオ大阪）

2024年
- ドラマCD「ビタープレイメイト」（イズミ）

### デジタルコミック
- 来世ではちゃんとします（2021年、高杉梅[117]）
- めしかたらん!?（2022年、大濠めるる[118]）
- おのぼりキジムナー（2022年）[119]
- 我は竜神（2022年、フーガウロ[120]）

### ラジオCM
- たこやきてん.てん.（2012年1月19日放送『ツンデレ編』 他）[121]
- たこやきてん.てん.（2013年6月14日放送『であります編』 他）[122][123]

### 吹き替え

#### ドラマ
- トワイライト・ゾーン シーズン2 #9 「トライ」（子供B）

### トレーディングカードゲーム
- ヒーローズ プレイスメント（2014年、御神藤乃[124]、東舘エリ[125]、ソルニャ＝ツッダン＝ゲーハ[126]、御殿毬[127]、荒神かおり[128]）

### テレビ番組
- なかのひと。（北海道放送にて2013年9月10日放送回から4週にわたり出演[注 1]）

### ラジオ
※太字はレギュラー番組
- 星海社ラジオ騎士団 二代目姫決定戦[129]（星海社ラジオ騎士団公式サイト：2013年5月28日、7月9日）
- 星海社ラジオ騎士団 season2[130]（星海社ラジオ騎士団公式サイト：2014年2月12日 - 7月1日）
- モンスター娘たちのいる日常会話[131]（音泉：2015年6月5日 - 9月18日）
- 清桜〜ラジオはじめました〜（音泉：2016年6月1日 - 2020年4月1日 ）[132]
- 迷家‐マヨイガ‐「納鳴村 村役場広報課」（音泉：2016年7月7日、回替わりパーソナリティ）

### インターネット放送
※太字はレギュラー番組
2013年
- アムラックス東京プレゼンツ 第2回痛車開発会議
- プラネットGチャンネル
- ファミ通コネクト!パーティー
- 上坂すみれの装甲親衛歩兵連隊放送
- CGMマーケットプレイス「キャストガレージメイド」
- カオスヒーローズチャンネル
- 電人☆ゲッチャ!

2014年
- さくら兵団 Vステ駐屯地
- ヒロプレCH（EPISODE:11、EPISODE:23）
- ファミ通×ニコ生 『月刊ファミ通feat.』（6月号、9月号）
- さくら兵団 Vステ駐屯地 第2期
- ぶりたん！（第3回）

2015年
- さくら兵団 Vステ駐屯地 第3期
- ぶりたん！（第5回）
- 映画『フューリー』発売記念「オレたちの胸滾る戦争映画ベスト10」（MC）
- ミニ四駆コンペ in アニメイトホール開催記念！ニコニコ生放送『ミニ四駆を作ってみたー！』
- さくら兵団 Vステ駐屯地 第4期

2016年
- さくら兵団 Vステ駐屯地 第5期
- 声優シェアハウス 渕上舞の今日は雨だから・・・ #7
- さくら兵団 Vステ駐屯地 第6期

2017年
- さくら兵団 Vステ駐屯地 第七期
- さくら兵団 Vステ駐屯地 第八期

2018年
- さくら兵団 Vステ駐屯地 第九期
- やまけんと前田登の13日の××曜日
- さくら兵団 Vステ駐屯地 第十期
- 井澤詩織・吉岡麻耶の＃オタク欲求開放中！！
- 小見川千明とBANBANBAN山本の輪廻を木っ端微塵!
- まついがプロデュース #28

2019年
- さくら兵団 Vステ駐屯地 第十一期
- さくら兵団 Vステ駐屯地 第12期

2020年
- さくら兵団 Vステ駐屯地 第13期

2022年
- 月刊ナショナルディフェンス

2024年
- 『黒ウィズ』11周年記念生放送【黒猫おせニャん 141】（3月2日、YouTube）

### その他コンテンツ
2013年
- 星海社アワーfeat.2013年のゲーム・キッズ（第十二話「若い子の方が」朗読）
- 甘城ブリリアントパーク PV（ナレーション）
- クレヴィア豊田多摩平の森RESIDENCE イメージアニメーション「不思議のタマのおくりもの」（男の子）

2014年
- テラダプロジェクト DVD「ディーゼル機関車 豪雪に挑む最後の除雪機関車たち」（ナレーション）
- 777タウン.net「がらくた大戦 ポン娘☆ロイド」（ネーヤ）

2015年
- モデルアート DVD「陸上自衛隊の機甲科部隊 - 精鋭を目指す若獅子たち」（音声解説）
- DVD「平成27年度自衛隊観艦式」（ナレーション）

2018年
- DVD「平成30年度 陸上自衛隊観閲式」（特典映像「声優・中村桜が特別儀仗隊に密着！」）

2021年
- FC町田ゼルビアをつくろう〜ゼルつく〜 #84#85（ナレーション、AbemaTV）
- WorldMuseum「冬のプラネタリウム」（ナレーション）

2023年
- おじさんがなぜか可愛い。1巻発売記念PV（女）

2024年
- オーディオブック『バッドエンド目前のヒロイン』（2024年 - 2025年、ミレーヌ 他）

2025年
- TikTokで聴く小説『ボイス文庫』〈夜明けの街で/夏と花火と私の死体/告白〉（朗読）

## ディスコグラフィ

### 音楽CD
2012年
- ラブメディック（音楽CD『MAUSU Diva feat.ACRYLICSTAB』収録曲 / 2012年10月6日 マチ★アソビ vol.9 先行発売）

2014年
- たいくつりぼん（ゲーム『Tokyo 7th シスターズ』作中曲 / 2014年5月29日配信開始）
- H-A-J-I-M-A-R-I-U-T-A-!! （ゲーム『Tokyo 7th シスターズ』作中曲 / 2014年12月25日配信開始）
- 同人音楽CD『Sakura NeoMilitary Songs』（コミックマーケット87にて頒布）

2015年
- Cocoro Magical（ゲーム『Tokyo 7th シスターズ』作中曲/ 2015年1月29日配信開始））
- KILL☆ER☆TUNE☆R（ゲーム『Tokyo 7th シスターズ』作中曲）
- Clover×Clover（ゲーム『Tokyo 7th シスターズ』作中曲 / 2015年4月23日配信開始）
- Tokyo 7th シスターズ 1stフルアルバム『H-A-J-I-M-A-L-B-U-M-!!』（2015年5月20日発売）
- 僕らは青空になる（ゲーム『Tokyo 7th シスターズ』作中曲 / 2015年7月29日配信開始）
- FUNBARE☆RUNNER（ゲーム『Tokyo 7th シスターズ』作中曲 / 2015年7月29日配信開始）
- 同人音楽CD『Sakura NeoMilitary Songs 2』（コミックマーケット88にて頒布）
- 最高速 Fall in Love（アニメ『モンスター娘のいる日常』オープニング・テーマ / 2015年8月19日音楽CD発売）
- Rachnera Arachnera（アニメ『モンスター娘のいる日常』キャラクターソング Vol.6）
- Snow in "I love you"（ゲーム『Tokyo 7th シスターズ』作中曲 / 2015年12月9日配信開始）
- 同人音楽CD『Sakura NeoMilitary Songs 3』（コミックマーケット89にて頒布）

2016年
- 中村桜オススメのみりそん!
- 清桜オリジナルソングCD
- Tokyo 7th シスターズ 2ndアルバム『Are You Ready 7th-TYPES??』（2016年6月29日発売）
- 『モンスター娘のいる日常』EVERYDAY LIFE WITH MONSTER GIRLS BEST ALBUM
- 同人音楽CD『Sakura NeoMilitary Songs 4』（コミックマーケット90にて頒布）
- 同人音楽CD『Sakura NeoMilitary Songs 5』（コミックマーケット91にて頒布）

2017年
- ハルカゼ〜You were here〜（ゲーム『Tokyo 7th シスターズ』作中曲 / 2017年4月19日配信開始）
- 同人音楽CD『Sakura NeoMilitary Songs 6』（コミックマーケット92にて頒布）
- スタートライン（ゲーム『Tokyo 7th シスターズ』作中曲 / 2017年8月31日ゲーム内実装）
- STAY☆GOLD（ゲーム『Tokyo 7th シスターズ』作中曲 / 2017年9月28日ゲーム内実装）
- Inside Heart Activities（MAUSU  THEATER Vol.14収録）
- 同人音楽CD『SNS Best of Sakura NeoMilitary Songs 1〜6』（コミックマーケット93にて頒布）

2018年
- カーリング・メイト
- 14歳のサマーソーダ（ゲーム『Tokyo 7th シスターズ』作中曲 / 2018年9月27日ゲーム内実装）
- MELODY IN THE POCKET（ゲーム『Tokyo 7th シスターズ』作中曲 / 2018年10月18日ゲーム内実装）
- 同人音楽CD『WORLD’S END MEMORIES/深海のストーリア』（コミックマーケット95にて頒布）

2019年
- 同人音楽CD『SHUMIX』（コミックマーケット96にて頒布）
- ハイスクール・フリート 5.1ch Blu-ray Disc BOX 特典CD「ビューティフル・ビューグル」
- 同人音楽CD『私の理由』（コミックマーケット97にて頒布）

2020年
- 同人音楽CD『みかづき』（BOOTHにて先行DL発売）

## ライブ・イベント

### 音楽ライブ
2015年
- 聖★めろんぱんぬ学園 vol.036 
- Tokyo 7th シスターズ 1st Anniversary Live 15'→34'  〜H-A-J-I-M-A-L-I-V-E-!!〜（Zepp Tokyo）
- ACRYLICSTABアコースティックワンマンLIVE「深海に降る音 8」

2016年
- t7s 2nd Anniversary Live in PACIFICO Yokohama 16'→30'→34' -INTO THE 2ND GEAR-（パシフィコ横浜国立大ホール）

2017年
- t7s LIVE-IN TO THE 2ND GEAR2.5-（なんばHatch）
- t7s 3rd Anniversary Live 17'→XX' -CHAIN THE BLOSSOM- IN Makuhari Messe（幕張メッセイベントホール）
- マチアソビ２日目　マウスブース UYU 清桜 高井舞香 アコースティックミニライブ（しんまちボードウォーク）
- マチ★アソビ vol.19 3日目 清桜＆中恵光城＆ACRYLICSTABライブ（眉山林間ステージ）

2018年
- Tokyo 7th シスターズ メモリアルライブ『Melody in the Pocket』in 日本武道館（日本武道館）
- Tokyo 7th シスターズ 4th Anniversary Live -FES!! AND YOUR LIGHT- in Makuhari Messe（幕張メッセイベントホール）

2019年
- サクラムライブ
- Tokyo 7th シスターズ 5th Anniversary Live -SEASON OF LOVE- in Makuhari Messe（幕張メッセイベントホール）

2021年
- Tokyo 7th シスターズ Live - NANASUTA L-I-V-E!! - in PIA ARENA MM （7月3日 - 4日、ぴあアリーナMM）

2022年
- Tokyo 7th シスターズ Live Tokyo-7th FESTIVAL in Ryogoku Kokugikan （2月26日 - 27日、両国国技館）
- Animelo Summer Live 2022 -Sparkle-（8月28日、さいたまスーパーアリーナ）
- Tokyo 7th シスターズ 6+7+8th Anniversary Live Along the way（11月19日 - 20日、幕張メッセ、12月18日、ぴあアリーナMM）

2024年
- Tokyo 7th Sisters LIVE 「DIVE TO YOUR SKY!!」（8月17日 - 18日、幕張イベントホール）

### イベント・ツアー
2013年
- ワンダーフェスティバル2013［冬］ガルパン流ワンフェス模型カーニバル（プラモデル製作実演ほか）
- モデラーズminiフリマ15 in 静岡 モデルカステン立ち読みパラダイス（スペシャルスタッフ）
- 大洗 海開きカーニバル（訓練支援艦「てんりゅう」一日艦長、中村桜×女性自衛官 ガールズトークショーほか）
- ワンダーフェスティバル2013［夏］ アーマーモデリングブース（プラモデル製作実演ほか）
- コミックマーケット84 上坂すみれの装甲親衛歩兵連隊放送ブース（トークショーほか）
- キャラホビ2013 C3×HOBBY モデルカステンブース
- 東京ゲームショウ2013 「World of Tanks×ガールズ&パンツァー」 東京ゲームショーカーニバル4Days（トークショー） 
- マチ★アソビ vol.11（チャリティーオークションなど）
- CGMマーケットプレイス2013 autumn （「キャストガレージメイド」公開イベント、ガレージキット販売）
- さやわか式☆現代文化論 第1回「『艦隊これくしょん』の真実!」（登壇者）
- 大洗あんこう祭（モデルカステン主催 「模型早作りコーナー」）

2014年
- ワンダーフェスティバル2014［冬］アーマーモデリングブース（サイン会ほか）
- 戦車トークライブ「語っていいとも！」（トークライブ）
- 「裏陸上自衛隊のすべて　DVD&BOOK」インストアイベント【参加無料】"大好評につき裏のウラまで話しちゃいます"トークショー（トークショー）
- ニコニコ超会議3 PS Vita「ガールズ&パンツァー 戦車道、極めます！」スペシャルステージ　戦車模型、作ってみた
- 静岡ホビーショー 中村桜OVA「これが本当のアンツィオ戦です！」前売り券お渡し会
- カリテ・ファンタスティック！シネマコレクション2014（トークショー）
- そうもえん・Vステ駐屯地 編成完結式
- ワンダーフェスティバル2014［夏］アーマーモデリングブース（サイン会ほか）
- 御殿場夏まつり（オープニングパレード）
- ガイアノーツプレゼンツ中村桜×上原直之ペインティングライブ
- 第二回 World of Tanks 模型部 in Tokyo
- Wargaming Broadcast トークライブ　戦車にほえろ！

2015年
- ワンダーフェスティバル2015［冬］アーマーモデリングブース（サイン会ほか）
- 大洗春まつり 海楽フェスタ2015（ガルパンミニミニホビーショー）
- 静岡ホビーショー  「ガールズ&パンツァー」戦車模型に関するスペシャルトークショー
- モデラーズminiフリマ18 in ツインメッセ静岡（サイン会）
- 「海の月間」イベント 艦艇公開in大洗（ラジオ公開録音、護衛艦ちくま一日艦長）
- マチ★アソビ vol.15（『Tokyo 7thシスターズ』トークイベントなど）
- 「まりんこ決起集会」inロフトプラスワン
- モンスター娘のいる日常 スペシャルイベント〜他種族間交流パーティー〜
- 1日まるごとさくら兵団祭り
- モンスター娘のいる日常 ラク姉さんのお縛り会
- 清桜 〜年の瀬にかこつけてサクッとお酒にアヤカりたい〜

2016年
- 「阿佐ヶ谷で箱根」柳瀬雄之監督(オッサン)の新年会(という名の反省会)〜〜これでもちょっとは反省してるんです。だから優しくしてください〜〜
- 清桜 〜蔵元さん、寒仕込みお疲れ様です！ 新酒、早よこい 清桜初しぼり感謝祭〜
- JinYouJin Presents V Nights Vol.3
- ドキドキ☆フェスタ
- 大洗春まつり 海楽フェスタ2016（ガルパンミニミニホビーショー）
- ジェーニャの誕生日ライブイベント「17.5ふたたび」（仮）
- チョクメ祭！ vol.1
- 中村桜のさくら兵団「春のサバゲー大会」
- マチ★アソビ vol.16（『Tokyo 7thシスターズ』『ハイスクールフリート』『清桜』トークイベントなど）
- モデラーズminiフリマ20 in ツインメッセ静岡（サイン会）
- 第1回ミリタリー体験団 in ワルシャワ
- Bar清桜

2017年
- さくら兵団 Vステ駐屯地 「大洗総合夏力演習」
- 清桜〜バスツアーはじめました〜1杯目
- 清桜〜バスツアーはじめました〜2杯目
- 高井舞香のMyお誕生日会♬2017　夜の部
- 清桜〜居酒屋で飲みましょう in マチ★アソビ
- オペちゃんと行く ワルシャワ戦車づくし＆クラコフ戦闘機の旅

2018年
- 清桜〜バスツアーはじめました〜 3杯目
- Freedom Up NAGOYA！ Vol.5
- OBC「さくら兵団 Vステ駐屯地」Presents『朝まで生サバゲ』 〜鈴木貴昭と行くボービントン旅行 壮行会〜
- マチ★アソビ vol.20（「清桜〜トーク＆飲み会」、「ゼロから作るアニメ製作」、 「マウスどうぶつえん 生オーディオコメンタリー付き一挙上映」、「マウスライブ」 ）
- 第一回 芸能女子 酒飲みサミット！「酒ミット」
- 清桜〜バスツアーはじめました〜 4杯目
- マチ★アソビ vol.21（「清桜inマチ★アソビ 〜炭酸水で割ってみよう〜」「清桜ライブ&トーク」「マウスどうぶつえん一挙上映」など）
- 第2回「よみがえる空-RESCUE WINGS-」BD-BOX発売記念イベント
- 清桜〜バスツアーはじめました〜5杯目

2019年
- 桜村(中村桜)×Uyu Presentsトークライブ「planet pact」
- サクラカイギ
- 清桜〜バスツアーはじめました〜6杯目（8月24日 - 25日）

2020年
- 清桜〜イベント再開しました（10月10日、LOFT9）
- 清桜 ～まんなかバースデー始めました～ （12月4日、LOFT9）

2021年
- 清桜 ～チョコっとバレンタインイベントやっちゃいます～（2月14日、LOFT9）
- 清桜 ～ふたりセゾン・春夏秋冬1年分凝縮しちゃいます！（11月13日、LOFT9）

2023年
- 清桜 ～お久しぶりです、清桜です～（5月27日、LOFT9）
- 清桜 ～BBQはじめました～ 6.5杯目（9月23日、都内某所）

2024年
- 清桜 ～2024年も、清桜です～（1月6日、LOFT9）
- 清桜 ～バスツアーはじめました～ 7杯目 （3月16 - 17日）
- 杉山里穂のみんなと会える夜 #11（4月21日、A Talk Club WOOFER）
- 清桜 ～GWの締めは、清桜です～（5月6日、LOFT9）

2025年
- ガイアノーツ20周年祭（4月5日、大宮ソニックシティ）
- さくらだもん！プラモだもん！2（4月6日、住友不動産原宿ビルイベントスペース）
- 清桜 〜クルージングはじめました〜 7.5杯目（4月13日、都内某所）
- 静岡ホビーショー（5月16日 - 17日、ツインメッセ静岡）
- Fanicon開設2周年記念イベント『か〜にばるだもん！』（6月1日）
- 清桜 ～ありがとうマウスショップ、の回～（8月16日、LOFT9 Shibuya）

## 書籍

### 雑誌・書籍
※太字は連載
2013年
- 月刊アーマーモデリング 中村桜の突撃！ 模型戦車道（不定期掲載：2013年5月号、8月号、10月号）
- 月刊モデルグラフィックス（2013年1月号、4月号、10月号、11月号）
- 声優PARADISE（Vol.19）
- ガルパン・アルティメット・ガイド 〜ガールズ&パンツァーを100倍楽しむ本〜（3DCGメイキングBlu-ray ナビゲーター）
- ヤエスメディアムック419 RCで楽しむガールズ＆パンツァー

2014年
- 裏陸上自衛隊のすべて（表紙、インタビュー等）
- 月刊アーマーモデリング（2014年7月号、10月号）
- 陸上自衛隊現用戦車写真集
- ガールズ&パンツァー コミックアンソロジー2

2016年
- CDジャーナル 2016年3月号（インタビュー）
- 知っておきたい戦車模型のはじめかた（ナビゲーター）
- 月刊アーマーモデリング『ふわっとモケイダイヤリー』（2016年7月号〜）

### 書籍オビ、推薦文
2014年
- 漫画「紫電改のマキ」 単行本1巻
- 映画「ホワイトタイガー・ナチス極秘戦車・宿命の砲火」DVD
- 書籍「少女艦艇學入門」

2015年
- 書籍「八九式中戦車写真集」

## その他（活動/出演）
2011年
- ソニー・マガジンズ『 魔法少女まどか☆マギカコラボデジタルカメラ』（作例モデル）

2013年
- 星海社レビュアー騎士団第三期 二代目姫決定戦（姫=アシスタント候補）
- 上坂すみれの装甲親衛歩兵連隊放送 USAGIRBサバイバルゲーム（プレイヤー参加）

2016年
- チョクメ！

2018年
- リトルアーモリー（照安鞠亜）
- バケタンブログ×中村桜コラボレーション企画「ソフビができるまで」

2023年
- 中村桜のファンコミュニティ『さくらだもん！』（2023年6月1日 - 、Fanicon）